# Cap sur la liberté
Cap sur la liberté (en grec : Πλεύση Ελευθερίας / Plefsi Eleftherias, PE) est un parti politique socialiste grec.

## Histoire

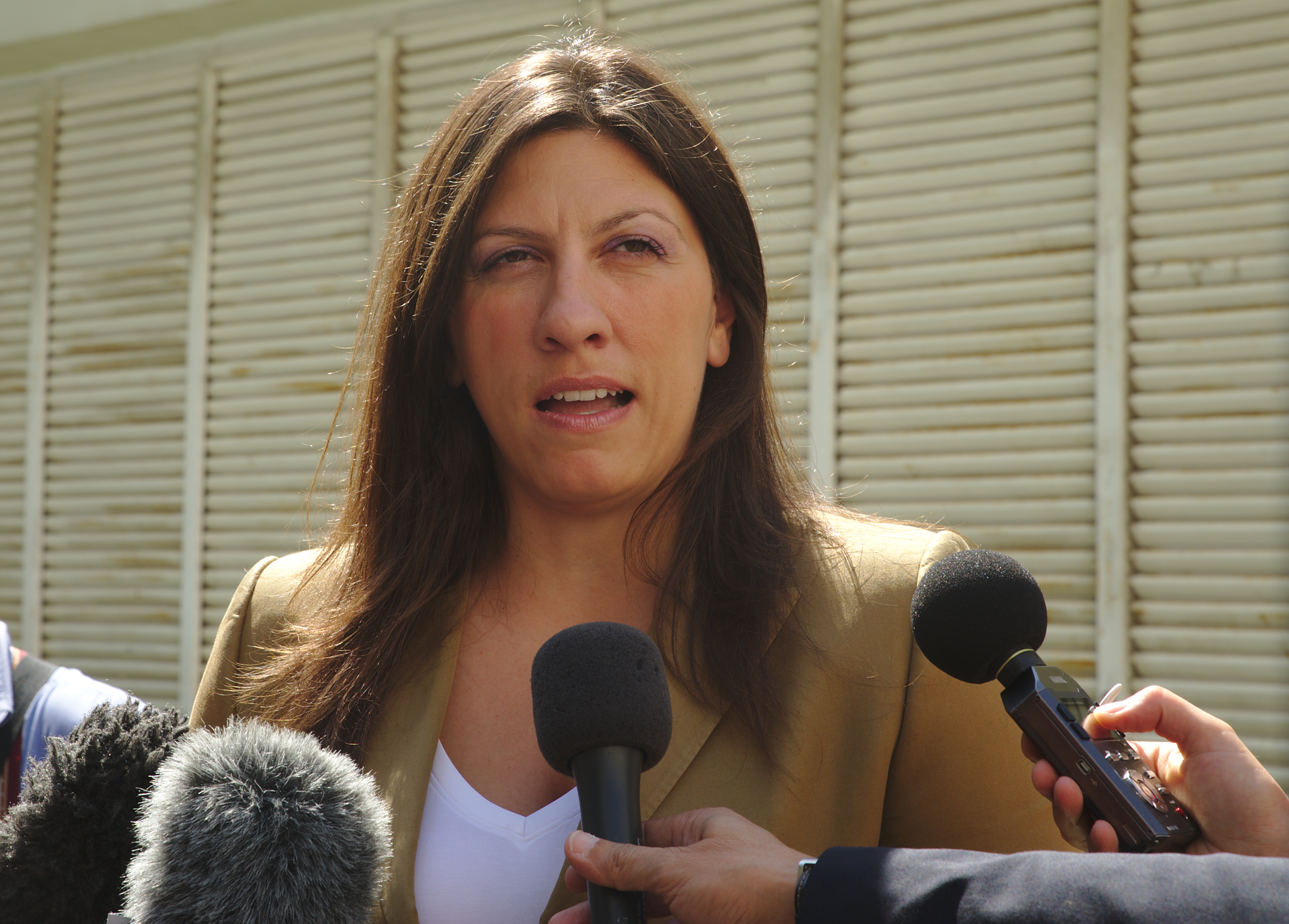
Zoé Konstantopoúlou

Le parti Cap sur la liberté est fondé le 19 avril 2016 par Zoé Konstantopoúlou, une ancienne présidente du Parlement grec (XVIe législature). Ancienne dirigeante de SYRIZA, elle quitte le parti quelque temps avant les élections législatives de septembre 2015 faisant suite au changement de cap du parti au pouvoir. Elle rejoint alors le parti pour Unité populaire, fondé par d'autres dissidents de Syriza, mais le quitte en avril 2016 pour fonder Cap sur la liberté.

## Résultats électoraux

### Parlement grec
| Année   | Chef du parti       | Voix    | %    | Sièges  | Rang                |
| ------- | ------------------- | ------- | ---- | ------- | ------------------- |
| 2019    | Zoé Konstantopoúlou | 82 672  | 1,46 | 0 / 300 | Extra-parlementaire |
| 05/2023 | Zoé Konstantopoúlou | 170 298 | 2,89 | 0 / 300 | Extra-parlementaire |
| 06/2023 | Zoé Konstantopoúlou | 165 116 | 3,17 | 8 / 300 | Opposition          |

### Élections européennes
| Année | Voix    | %    | Sièges | Groupe |
| ----- | ------- | ---- | ------ | ------ |
| 2019  | 90 856  | 1,61 | 0 / 21 | -      |
| 2024  | 135 310 | 3,40 | 1 / 21 | NI     |